# IGRP
Протокол IGRP ((англ.) Interior Gateway Routing Protocol) — протокол маршрутизації, розроблений комппанією Cisco, для своїх багатопротокольних маршрутизаторів в середині 80-х років для маршрутизації в межах автономної системи (AS), що має складну топологію і різні характеристики смуг пропускання і затримання. IGRP є протоколом внутрішніх роутерів (IGP) з вектором відстані.
Для вибору маршруту в IGRP використовується комбінація показників, таких як затримка мережі, смуга пропускання, надійність і завантаженість мережі. Ваговий коефіцієнт цих показників може вибиратися автоматично або задаватися адміністратором мережі. Для надійності і завантаженості мережі це значення від 1 до 255, смуга пропускання — від 1200 біт / сек до 10 Гбіт / сек, затримка може приймати значення до 24-го порядку.
Пізніше був замінений на EIGRP.

## Механізми
Для підвищення стабільності роботи IGRP передбачає такі механізми, як утримання змін, розщеплений горизонт (split-horizon) і коректування скасування.
Утримання змінКоли в мережу надходить інформація про зміни маршрутів (наприклад, про обрив зв'язку) від одного з роутерів, то зміни в таблиці маршрутизації надходять не миттєво, а протягом деякого часу. У цей період роутер, що ще не отримав інформацію про зміни, може продовжувати поширювати інформацію по вже неіснуючому маршруті. При цьому можлива ситуація, коли пристрій, вже вніс зміни в свою таблицю маршрутизації, після отримання цих даних внесе повторне коригування в таблицю. Тимчасове утримання змін — це механізм, за яким утримуються всі зміни, які можуть вплинути на маршрути протягом деякого часу. Час утримання має бути більше часу, необхідного для того, щоб інформація про змінені маршрутах поширилася по всіх роутера системи.
Розщеплений горизонт (split-horizon)Суть цього механізму полягає в тому, для запобігання зациклення маршрутів між сусідніми роутерами, інформація про зміну маршруту не повинна поширюватися в напрямку того роутера, від якого вона прийшла.
Коригування скасування маршруту (route-poisoning)- це примусове видалення маршруту та переведення у стан утримання, застосовується для боротьби з маршрутними петлями.
Таймери.Таймер коригування визначає, як часто повинні відправлятися повідомлення про коригування маршрутів. Таймер недіючих маршрутів визначає, скільки часу повинен чекати роутер за відсутності повідомлень про коригування якого-небудь конкретного маршруту, перш ніж оголосити цей маршрут не чинним. Час за замовчуванням IGRP для цієї змінної в три рази перевищує період корегування. Змінна величина часу утримування визначає проміжок часу утримування. Час за замовчуванням IGRP для цієї змінної в три рази більше періоду таймера коригування, плюс 10 сек. І нарешті, таймер відключення вказує, скільки часу має пройти перш, ніж який-небудь роутер повинен бути виключений з маршрутної таблиці. Час за замовчуванням IGRP для цієї величини в сім разів перевищує період корегування маршрутизації.